# Bundesstraße 26n
Die Bundesstraße 26n (Abkürzung: B 26n) ist die Bezeichnung für eine seit 2001 in Planung befindliche Bundesfernstraße. Sie soll das Autobahnkreuz Schweinfurt/Werneck (A 7 und A 70) mit der A 3 bei Helmstadt verbinden.

## Geschichte
In den 1970er Jahren war für die Westumgehung Würzburgs die Verlängerung der A 81 zur A 7 vorgesehen.
Als Alternativanschluss an die A 3 war die Verlängerung des Autobahndreiecks Würzburg-West (A 3 und A 81) im Gespräch, wo bereits Vorleistungen vorhanden sind. Aus Umweltschutzgründen ist ein Ausbau des Autobahndreiecks Würzburg-West zu einem Autobahnkreuz jedoch unwahrscheinlich.
Im Jahr 2010 sollte das Raumordnungsverfahren beginnen, am 14. Februar 2011 wurde es schließlich offiziell eingeleitet.
Das Bundesverkehrsministerium hat im April 2019 den Trassenverlauf genehmigt.
Derzeit (November 2022) befindet sich der Bauabschnitt 1 (zwischen Arnstein West (MSP 6)) im Planfeststellungsverfahren, der Bauabschnitt 2 in der Entwurfsplanung.
Im Dezember 2023 äußerte der Bundesrechnungshof Zweifel an Bedarf und Wirtschaftlichkeit des Projektes. Es sei „unabdingbar“, das Nutzen-Kosten-Verhältnis des Projektes neu zu berechnen, da sich „wesentliche Rahmenbedingungen“ in Sachen Bedarf und Wirtschaftlichkeit „erheblich verändert“ hätten. So seien bereits Schwachstellen im Straßennetz beseitigt worden, der Verkehr habe weniger stark zugenommen als erwartet und die prognostizierten Baukosten seien von ursprünglich geplant 172 Mio. Euro auf 637 Mio. Euro gestiegen. Auch könnten in einer Neubewertung Umwelt- und Klimaschutz höher gewichtet werden. Insgesamt seien die mit dem Bau der B26n angestrebten Planungsziele mit Verzicht auf den Bau und Nutzung anderer Mittel einfacher und günstiger zu erreichen.

## Verlauf
Die Haupttrasse soll am Autobahnkreuz Schweinfurt/Werneck beginnen, dann nach Westen führen, nördlich von Arnstein vorbei und von dort aus weiter Richtung Karlstadt, um östlich davon nach Süden zur A 3 bei Helmstadt abzubiegen.
Im Zusammenhang mit dem Neubau ist ein Zubringer von Lohr am Main geplant.

## Ausbauzustand
Bisher ist nur die Bundesstraße 26a zwischen dem Autobahnkreuz Schweinfurt/Werneck und nahe Arnstein fertig, welche teilweise noch umgebaut wird, ehe sie umgewidmet wird.

## Planungen
Die B 26n ist im Bundesverkehrswegeplan 2003 und der Abschnitt vom Autobahnkreuz Schweinfurt/Werneck bis Karlstadt im vordringlichen Bedarf, für den Bundesverkehrswegeplan 2030 existieren sowohl zwei-, drei-, als auch vierstreifige Projektvorschläge. Dieser Abschnitt soll bis 2030 fertiggestellt sein.
Die ca. 60 km lange Planungsstrecke soll ca. 260 Millionen Euro kosten und teilt sich hierbei in 3 Bereiche auf:
- Bundesstraße 26a bis Karlstadt (ca. 16 km)[11][12]
- Karlstadt bis A 3 (27 km)
- Lohr bis zur B 26n (Zubringer zur B 26n als Bundesstraße 276 – ca. 17 km)

Die B 26n ist momentan als 2+1-Straße geplant, nachdem sie ursprünglich als autobahnähnliche vierstreifige Bundesstraße mit getrennten Richtungsfahrbahnen vorgesehen war. Im Sommer 2021 soll das Planfeststellungsverfahren beginnen.

## Ziele und Kritik
Die Bundesfernstraße hat nicht nur regional für das Regionalzentrum Würzburg, sondern seit der Deutschen Wiedervereinigung auch überregional Bedeutung. Die Befürworter versprechen sich nicht nur einen positiven wirtschaftlichen Impuls für die strukturschwache Region, sondern auch eine deutliche Verkehrsentlastung in den Städten Arnstein und Würzburg sowie den Gemeinden entlang der momentanen Bundesstraße 26. Für die Stadt Würzburg betrifft dies im Speziellen die Bundesstraße 19 mit dem Stadtring Süd sowie die Nordtangente.

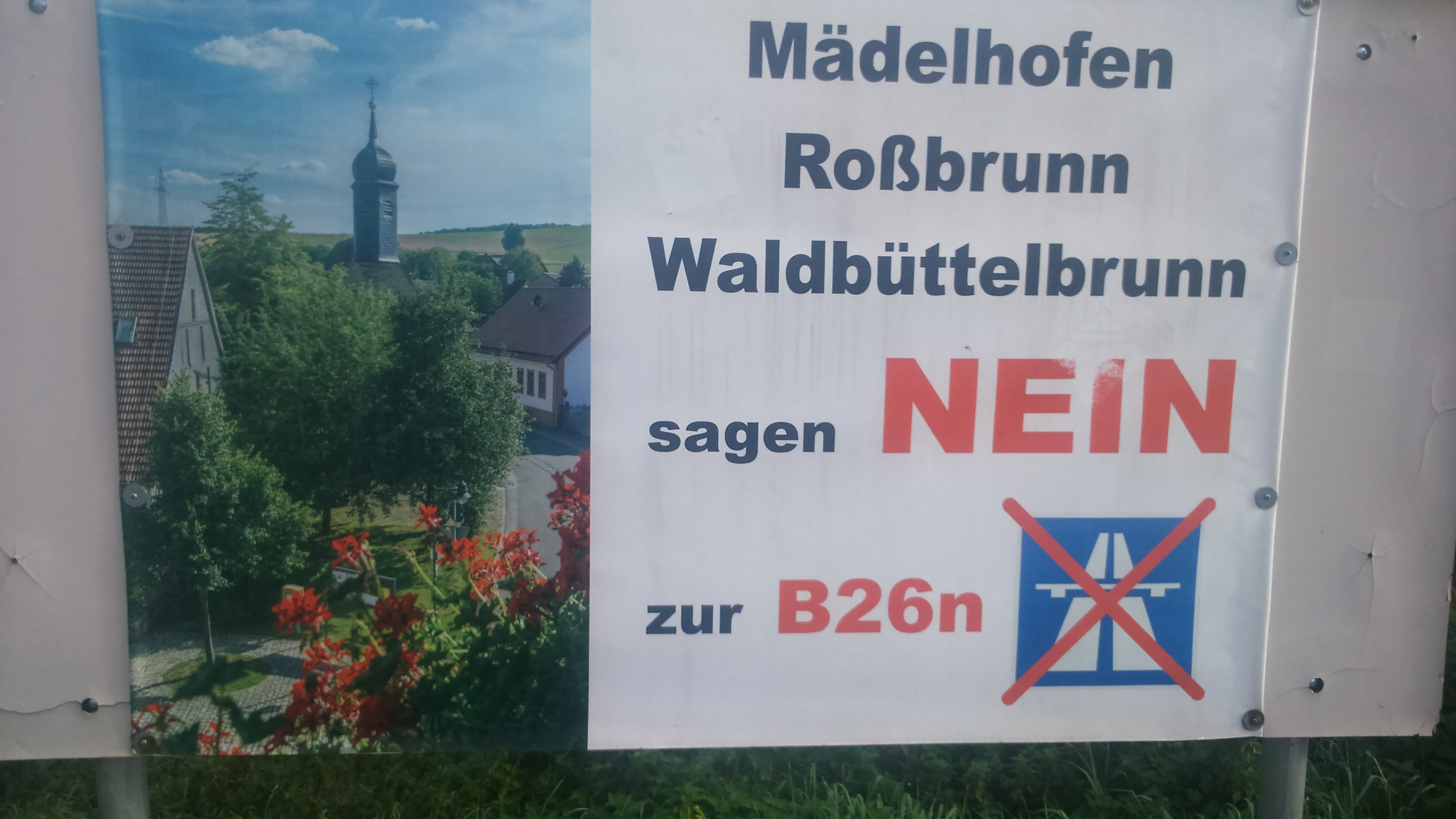
Plakat gegen die Bundesstraße 26n

Gegner des Vorhabens haben neben ökologischen Bedenken auch ökonomische Zweifel, ob diese Kompromisslösung für beide angestrebte Ziele von Nutzen ist.